# Johann Fistenport
Johann Fistenport (* 14. Jahrhundert in Mainz) lebte nach eigenen Angaben seit 1410 im Heilig-Grab-Konvent zu Speyer und ist als Verfasser einer bis 1421 reichenden lateinischen Fortsetzung des lateinischen Geschichtswerks Flores temporum bekannt geworden.

## Handschriftliche Überlieferung
- Berlin, Staatsbibliothek, Cod. lat. qu. 21 (bis 1420)[1]
- Stuttgart, Landesbibliothek, HB V 86[2], online
- Stuttgart, Hauptstaatsarchiv, J 7 Nr. 24
- Trier, Stadtbibliothek, Hs. 1197[3]
- Wolfenbüttel, Herzog August Bibliothek, Cod. Helmstedt 360[4]
- Paderborn, Erzbischöflich-Akademische Bibliothek, Theodorianische Bibliothek, Cod. Pa. 54 (seit 1981 verschollen)[5]

## Nachweise
1. ↑  Handschriftenkatalog: http://www.manuscripta-mediaevalia.de/hs/katalogseiten/HSK0706_b1024_jpg.htm
2. ↑  Handschriftenkatalog: http://www.manuscripta-mediaevalia.de/hs/katalogseiten/HSK0069_b092_JPG.htm
3. ↑  Handschriftenkatalog: http://www.manuscripta-mediaevalia.de/hs/katalogseiten/HSK0734_a236_jpg.htm
4. ↑  Handschriftenkatalog: http://diglib.hab.de/?db=mss&list=ms&id=360-helmst&catalog=Lesser
5. ↑  Pa 54
"Sammelband. Inhalt: 1. Die ersten 3 Bl. (Pergament) enthalten die Vorrede und Bruchstücke einzelner Kapitel der folgenden Cronica de aetatibus mundi aus dem Jahre 1345. 2. Cronica dicta flores temporum sive de sex aetatibus mundi fratris Hermanni ord. S. Wilhelmi usque ad annum 1345, mit einer Fortsetzung bis 1421 von Joh. Fischport de Maguntia ordin. dominici sepulchri in Spira. 3. Wo Mens (Mainz) irstegen (erstiegen) is na Christi gebort dusent veehondert in deme zwe unde sestichsten yaer uppe sunte symon on Judas der hilge apostele dage volget hijr na beshreuen. 4. Liber quadrupertiti apologetici, in quo per fabulas animalium virtutes et vitia hominum exemplantur de depinguntur. In fine leguntur haec: Finitus anno domini 1461 in profesto undecim millium virginum in pio monsterio S. Maynulphi in Bodeke ordinis canonicorum regularium Paderbornensis dyoc. sub venerabili patre nostro Arnoldo de Holte priore ibidem per me fratrem Johannem de Coesfeldia novicium, pro quibus petuntur orationes legentium vel exscribentium. 5. Seneca, De quatuor virtutibus cardinalibus. 6. Vita S. Leonis noni papae et miracula eius post mortem. 7. Gesta cuiusdam Gregorii peccatoris ad poenitentiam conversi et ad papatum promoti, ab abbate S. Johannis in Lyubeka ad instantiam Wilhelmi principis de Lunenborch de teutonico idiomate in latinum translata. 8. Vita Roberti servi Dei. - Früher Eigentum des Klosters Bödeken." Aus: Wilhelm Richter: Handschriftenverzeichnis der Theodorianischen Bibliothek Paderborn. Teil 1 (= Beilage zum 72. Jahresbericht des Kgl. Gymnasiums Theodorianum Paderborn) Paderborn 1896, S. 11f.

## Ausgabe
- Hahn, Collectio monumentorum [...], Bd. 1, Braunschweig 1724, S. 397–405 online (aus der Wolfenbütteler Handschrift)